# Тута (Бакау)
Тута (рум. Tuta) насеље је у Румунији у округу Бакау у општини Таргу Тротуш. Oпштина се налази на надморској висини од 232 m.

## Становништво
Према подацима из 2002. године у насељу је живело 2108 становника, од којих су сви румунске националности.